# La conversión de la Magdalena
La conversión de la Magdalena (en italiano, La conversione della Maddalena), es un cuadro de la pintora italiana Artemisia Gentileschi. Fue ejecutado hacia 1615-1616. Se trata de una pintura al óleo sobre lienzo, que mide 1,46 metros de alto y 1,08 m de ancho. Actualmente se conserva en el Palacio Pitti de Florencia (Italia).
La representación pictórica de María Magdalena penitente y la de la conversión de la Magdalena cubren un espectro iconográfico muy vasto, pudiendo la artista acercarse a estos temas de modos diversos, manteniendo el equilibrio necesario entre la sensualidad de la pecadora y su ascesis espiritual del arrepentimiento.
Tiziano, en su famoso lienzo también conservado en el Palacio Pitti, había pintado a una Magdalena decididamente sensual, con un procaz seno descubierto, sólo tapado en una pequeña parte por los larguísimos cabellos rubios, que reclamaba la verdad de su arrepentimiento con los ojos llenos de lágrimas dirigidos al cielo.
En esta Magdalena de Artemisia Gentileschi, el contraste entre la sensualidad y la fe se resuelve de modo menos provocativo. Es cierto que la santa tiene el aspecto de una mujer atractiva, elegante como podría ser una dama de alto rango, con una suntuosa vestimenta de seda amarilla (obra inconfundible de lo que Roberto Longhi llamaba «el guardarropa de los Gentileschi»); unas ropas de amplísimas telas, con un generoso escote que, con despreocupación, muestra apenas la desnudez de una espalda y la arruga del seno. Nada hay especialmente provocativo, tanto más que de la ropa lujosa apunta un pie desnudo, símbolo de un propósito de renuncia; propósito que la postura de las manos confirma, una sobre el pecho, como en el acto de reconocer sus pecados, y la otra estirada para esquivar alguna cosa que a duras penas se entrevé en las sombras. Se trata de un espejo, símbolo por antonomasia de la vanidad. Sobre su esquina se leen las palabras del Evangelio según Lucas: «OPTIMAM PARTEM ELEGIT,» ha elegido el mejor partido, el de la búsqueda del Señor.
El rostro, rodeado de rizos un poco desordenados de los cabellos, aparece más triste que distraído, y la mirada parece aún dudar antes de volverse hacia lo alto. La composición del cuadro, con la figura que sale del vacío del fondo de una estancia, es decididamente caravagista. Pero mientras que Caravaggio, con su Magdalena conservada en la Galería Doria Pamphili, había presentado a una prostituta, con la mirada bajada, las manos en el regazo, sentada sobre una modesta silla y las joyas abandonadas sobre el pavimento desnudo, el verismo de Artemisia no llega aquí a tanto. A conferir un aire aristocrático a la figura contribuye también la poltrona finamente trabajada sobre la cual se sienta la Magdalena.
Sobre un lado del respaldo de la silla la pintora ha puesto su firma: «ARTIMISIA LOMI». 
La tela pertenece, según la opinión generalmente concorde de los críticos, al período florentino y es verosímil que el aspecto elegante y aristocrático de la santa esté influido por los gustos artísticos de una Florencia que, en aquellos años, apreciaba particularmente los modos pictóricos de Cristofano Allori.